# Dengaku
Dengaku (jap. 田楽; polna muzyka) – historyczna, rytualna muzyka i tańce prezentowane w chramach shintō i świątyniach buddyjskich, u swojego zarania tańce ludowe, związane z kultem płodności i modlitwą do bóstw (kami) opiekuńczych pól o obfite zbiory. 

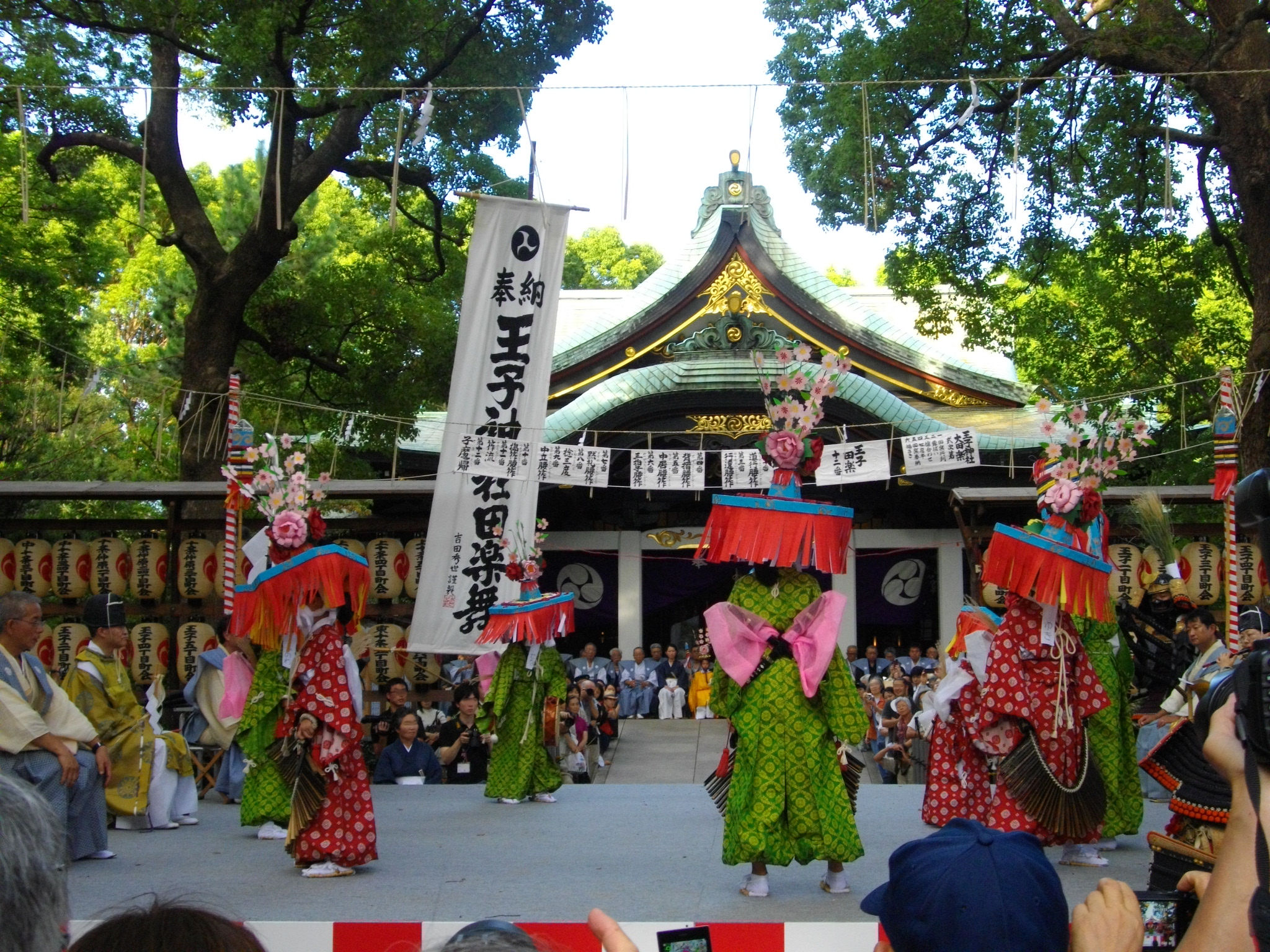
Taniec dengaku w chramie Ōji w Tokio (2014)

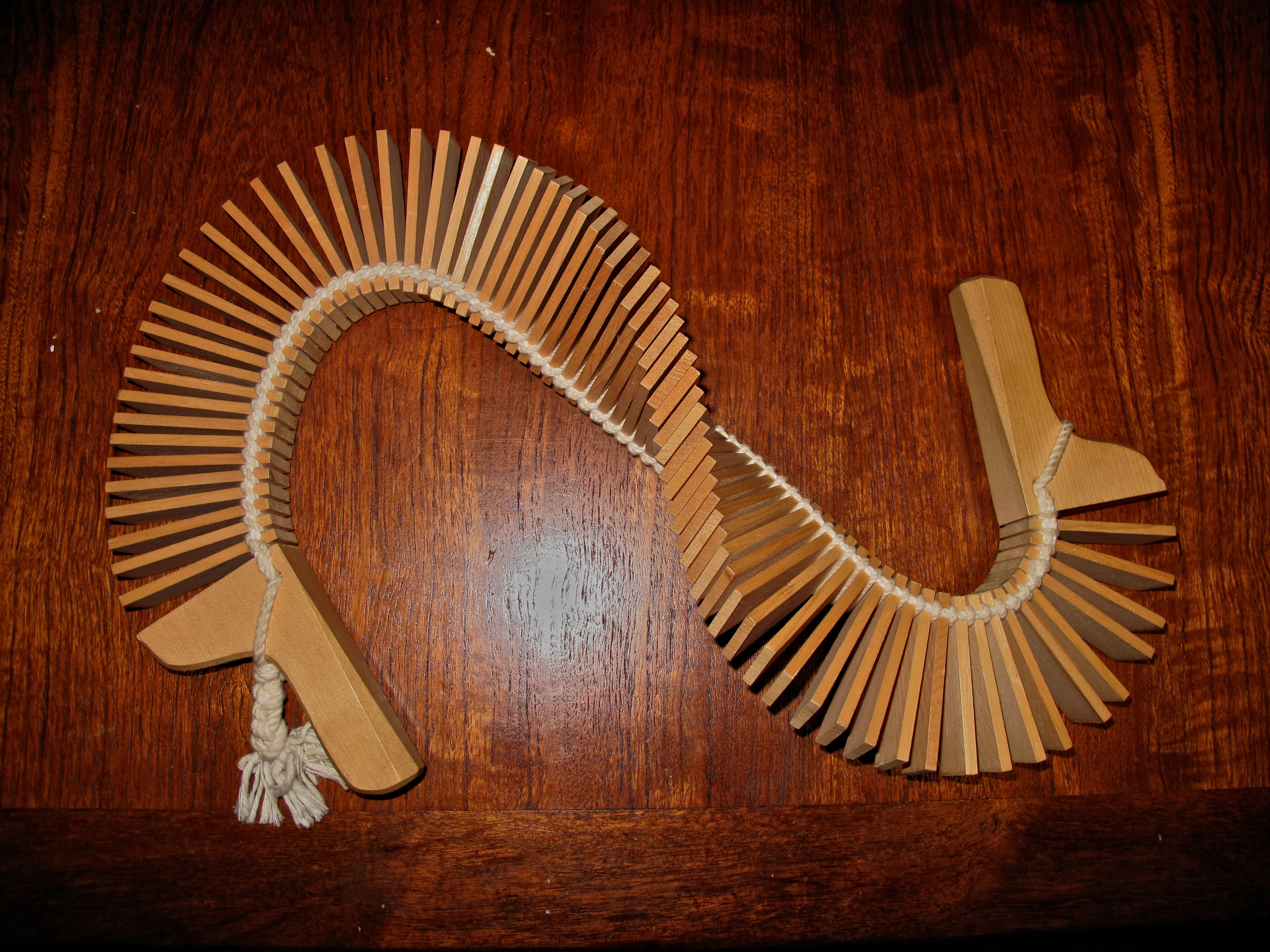
Binzasara

Był to rodzaj przedstawienia muzycznego, wywodzącego się z ceremonii sadzenia ryżu (ta-asobi). Dziewczęta (sa-otome) śpiewały pieśni, sadząc młode pędy. Towarzyszyła im muzyka fletów, bębnów i drewnianych instrumentów sasara (binzasara) zbudowanych z drewnianych klocków. Obrzędy te odbywały się w okresie pierwszej pełni księżyca nowego roku księżycowego. W późniejszym okresie pojawili się profesjonalni muzycy zwani dengaku-hōshi i rozrywka rozkwitła, ale w kolejnych okresach została zastąpiona przez sarugaku i nō (nōgaku). 
Sarugaku i dengaku rozwijały się w XI wieku równolegle, wywierając na siebie wzajemnie wpływ. Wykonawcy dengaku przejęli m.in. akrobatykę z sarugaku, a aktorzy sarugaku przyswoili sobie „tańce polne”.  Z dokumentów okresu rozkwitu teatru nō wiadomo, że aktorzy obu tych gatunków występowali z podobnym repertuarem składającym się głównie z „naśladowania” oraz pieśni i tańców określanych z czasem terminem nō ('umiejętność'). Modernizacja sarugaku przez aktora i dramatopisarza Kan’amiego (1333–1384) oraz zainteresowanie tą sztuką ze strony sioguna Yoshimitsu Ashikagi (1358–1408) spowodowały w 1374 roku spadek popularności dengaku no nō.
Znane wykonania dengaku można dziś oglądać jedynie na lokalnych festiwalach m.in. w chramach shintō Asakusa-jinja w Tokio oraz w Nachi-taisha w prefekturze Wakayama.